# Міклош II Гараї
Міклош II Гараї (угор. Garai II Miklós; бл.1367 — 1433) — політичний та військовий діяч Угорського королівства. За загальним рахунком представників усіх гілок Гарї відомий як Міклош VII.

## Життєпис
Походив з угорської магнатського роду Гараї, надорської гілки. Старший син Міклоша I Гараї, надора (палатина) Угорщини. Народився близько 1367 року. Розпочав службу спочатку при дворі угорсько-польського короля Людовика I. Одружився з донькою сербського князя Лазаря Хребеляновича. 1386 року гине батько Міклоша.
1387 року він брав участь у коронації Сигізмунда Люксембурга королем Угорщини. Того ж року призначається баном Мачви, ішпаном Бачи, Бодрога, Баран'ї, Валко і Сірмії. Разом зі Іштваном Лосонці, баном Северину, зміцнює королівську владу, завдавши поразки магнату Яну Горвату. 1389 року переконав тестя визнати зверхність Угорщини. разом з тим не впорався із захистом кордонів від османських набігів. Тому 1390 року втратив усі свої посади.
У 1393 році знову стає баном Мачви. У 1394 році брав участь у поході до Боснії. 1394 року призначається баном Хорватії та Далмації. Невдовзі після того завдав поразки хорватському магнату Вукі Вукичу. Наслідком цього стало визнання містом Сплітом влади Угорщини. 1395 року брав участь у поході до Валахії. 1396 року долучився до великого антиосманського поході на чолі із королем Сигізмундом. Проте християнське військо зазнало поразки у битві під Нікополем. міклош Гараї один з небагатьох хто врятувався. По поверненню придушив антикоролівські заворушення у містах Далмації. 1397 року призначається баном Славонії.
1401 року брав участь у змові проти короля, якого було схоплено та змушено піти на поступки магнатським родинам. У 1402 році Міклош Гараї перейшов на бік Люксембурга, якому допомагав придушити новий заколот у 1403 році. Тоді ж призначається надором. У 1405 році після смерті дружини одружився вдруге. Отримав численні маєтності у південній Угорщині, які було конфісковано в заколотників. Разом з Штібором Штіборіці став найпотужнішим магнатом королівства, а після смерті останнього — другою особою після Сигізмунда Люксембурга.
Під час відсутності короля в Угорщині (той опікувався поверненню Богемії та боротьбою за імператорський трон) Міклош II Гараї фактично панував в королівстві. 1406 року призначається ішпаном Тренчина і Ліпто (до 1410 року). 1412 року стає ішпаном Веспрема. 1416 року став лицарем Ордену Дракона. 1422 року призначається ішпаном Комарома (до 1430 року). 1431 року супроводжує Стгізмунда Люксембурга до Нюрнбергу. Помер 1433 року.

## Родина
1. Дружина — Олена (в католицтві Теодора), донька князя Лазаря Хребеляновича
Діти:
- Міклош (д/н—1436)
- Каталіна (д/н—1471/1483), дружина Генріха VI, графа Гориції

2. Дружина — Анна, донька графа Германа II фон Целле
Діти:
- Дорота, дружина: 1) Ласло Каніжаї; 2) Ренальд Розгоні
- Борбала, дружина Яноша Карог'ї
- Ласло (1410—1459), палатин Угорщини